# (22978) Nyrölä
22978 Nyrola (1999 VO24) – planetoida z pasa głównego asteroid okrążająca Słońce w ciągu 4,38 lat w średniej odległości 2,68 j.a. Odkryta 14 listopada 1999 roku.